# Phare de Boston Harbor
Le phare de Boston Boston est un phare situé sur Little Brewster Island au large de Boston Harbor dans le comté de Suffolk (Massachusetts).
Il est inscrit au Registre national des lieux historiques depuis le 15 octobre 1966 .

## Histoire
Le premier phare a été construit en 1716, faisant de celui-ci le premier phare à être construit dans ce qui est aujourd'hui les États-Unis. L'actuel phare date de 1783, et est le second plus vieux monument du même type du pays (après le Sandy Hook Light dans le New Jersey), et le seul phare à être géré par l'United States Coast Guard, devenu automatique en 1998. Le monument est listé parmi l'un des National Historic Landmark en 1964.

## Caractéristiques dufeu maritime
Fréquence : 10 secondes (W)
- Lumière : 1 seconde
- Obscurité : 9 secondes

Identifiant : ARLHS : USA-073 ; USCG : 1-0425 - Amirauté : J0314 .

### Lien connexe
- Liste des phares du Massachusetts